# Doina Anton
Doina Anton (născută Spînu; n. 9 mai 1957, Dărmănești, România) este o atletă și antrenoare română, specializată în săritura în lungime.

## Carieră
În 1981 a absolvit cursurile Institutului de Educație Fizică și Sport din București, specializarea atletism. Și-a început activitatea sportivă la șapte ani practicând gimnastica la Onești. Ulterior, sportiva s-a apucat de atletism în cadrul ȘSE Pitești și apoi la CSM Pitești, avându-l ca antrenor pe Nicolae Ilie. Ca atletă, a câștigat titlul de  campioană națională la toate categoriile de vârstă. A bătut patru recorduri naționale la junioare iar la senioare, a fost campioană națională la săritura în lungime, în sală (1975) și în aer liber (1979). Prima ei performanță notabilă a fost medalia de bronz la Campionatul European de Juniori de la Duisburg din 1973. La ediția din 1975, la Atena, a obținut din nou bronzul. În același an a participat la Campionatul European în sală de la Katowice unde a ocupat locul 7.
În anul 1976 s-a clasat pe locul 9 la Campionatul European în sală de la München. S-a calificat pentru Jocurile Olimpice dar la Montréal nu a reușit să treacă în finală. La Campionatul European din 1978 de la Praga a ajuns pe locul 10. Anul următor, a participat la Cupa Europei (locul 2) și a reprezentat echipa Europei la Cupa Mondială (locul 5).
După retragerea sa din activitate a devenit profesor și antrenor. I-a pregătit, între alții, pe Marian Oprea și pe fiica sa Adina Anton.
Doina Anton a fost distinsă în 2004 cu Ordinul Meritul Sportiv clasa a II-a cu două barete și cu medalia Meritul Sportiv clasa a II-a. Din 2010 este cetățean de onoare al municipiului Pitești.

## Palmares
| An   | Competiție                      | Locație                    | Loc | Note   |
| ---- | ------------------------------- | -------------------------- | --- | ------ |
| 1973 | Campionatul European de Juniori | Duisburg, Germania de Vest | 3   | 8,26 m |
| 1975 | Campionatul European în sală    | Katowice , Polonia         | 7   | 6,18 m |
| 1975 | Campionatul European de Juniori | Atena, Grecia              | 3   | 6,30 m |
| 1976 | Campionatul European în sală    | München, Germania de Vest  | 9   | 6,17 m |
| 1976 | Jocurile Olimpice               | Montréal, Canada           | 20  | 6,06 m |
| 1977 | Universiada                     | Sofia, Bulgaria            | 6   | 6,24 m |
| 1978 | Campionatul European            | Praga, Cehoslovacia        | 10  | 6,22 m |
| 1979 | Cupa Europei                    | Torino, Italia             | 2   | 6,60 m |
| 1979 | Cupa Mondială                   | Montréal, Canada           | 5   | 6,09 m |
| 1979 | Universiada                     | Ciudad de México, Mexic    | 5   | 6,49 m |

## Recorduri personale
| Probă               | Performanță | Dată           | Locație |
| ------------------- | ----------- | -------------- | ------- |
| Săritură în lungime | 6,62 m      | 10 august 1979 | Atena   |